# Homosexualität in Kambodscha

Geografische Lage von Kambodscha

Obwohl das Thema Homosexualität in Kambodscha seit einigen Jahren in der Öffentlichkeit diskutiert wird, ist gleichgeschlechtliche Liebe in dem buddhistischen Staat noch kaum akzeptiert und wird im Privaten weitgehend tabuisiert.

## Legalität
Im Königreich Kambodscha ist Homosexualität rechtlich gesehen legal. Es gibt auch keine Einschränkungen, die Sex unter einem bestimmten Alter verbieten würden.

## Anerkennung gleichgeschlechtlicher Lebenspartnerschaften
Im Februar 2004 schrieb der ehemalige König Norodom Sihanouk auf seiner Webseite, er sei beeindruckt von der Möglichkeit für gleichgeschlechtliche Paare, in San Francisco zu heiraten, und wenn sein Volk das gleiche wünsche, würde er dies genehmigen.
König Sihanouk äußerte außerdem, dass er glaube, dass vor Gott Homosexuelle und Transvestiten mit anderen Menschen gleichwertig seien, da "Gott eine Vielzahl von Vorlieben mag". Die Aussagen des ehemaligen Königs stießen im Land jedoch nicht unbedingt auf großes Verständnis und da der Monarch keine legislative Gewalt innehat, wurden keine Gesetze auf nationaler Ebene bezüglich gleichgeschlechtlicher Partnerschaften verabschiedet.
Auf regionaler Ebene bieten 68 Kommunen (Stand Februar 2024) gleichgeschlechtliche Partnerschaften mit begrenzten Rechten an.

## Gesellschaftliche Situation
Seit 2004 wird in der Hauptstadt Phnom Penh ein jährlicher Gay Pride veranstaltet. 2006 nahmen daran etwa 400 Leute teil, die für mehr kulturelle Vielfalt marschierten und über gesundheitliche Themen aufklären wollten.
In Siem Reap eröffnete der erste offizielle Gay-Pub.
In einer Umfrage aus dem Jahr 2023 sprachen sich 57 Prozent der Bevölkerung im Grundsatz für die Möglichkeit gleichgeschlechtlicher Ehen aus.